# Tulipa clusiana

Italiensk tulipan (Tulipa clusiana) er en art i Lilje-familien. Den forekommer fra Iran til det nordlige Indien. Arten findes også forvildet i det sydlige Europa. Italiensk tulipan dyrkes i Danmark som prydblomst.

## Sorter
Italiensk tulipan varierer noget i det vilde og nogle sorter har fået navne:
- 'Cynthia' (Tubergen 1959) - de ydre kronblade er røde med blegt grøngul kant, de indre er blegt grøngula med svagt rød base. Blomstens øje er purpur og støvdragere og støvfanget er svagt grønne.
- 'Lady Jane' (W. van Lierop & Zn. 1992) - har helt elfenbenshvide blomster med bred magentarosa midtstribe på de ydre kronblade. Støvdragere og støvfanget er citrongule.
- 'Peppermintstick' (W. van Lierop & Zn. 1998) - ligner 'Lady Jane' men har mørkt violet base og øje.
- 'Sheila' (W. van Lierop & Zn. 1992) - har guldliggule kronblade med bredt kardinalrødt bånd på ydersiden, bronzegul base og citrongule standere.
- 'Taco' (W. van Lierop & Zn. 1998) - de ydre kronblade er mørkerøde med smørgul kant og inderside, de indre er guldliggule. Standerne smørgule.
- 'Tinka' (W. van Lierop & Zn. 1994) - de ydre kronblade er kardinalrøde med guldliggul kant og inderside, de indre er guldliggule. Basen er kanariegul og standerne citrongule.
- 'Tubergen's Gem' (Tubergen 1969) - har røde ydre kronblad med svovlgul kant og inderside, de indre er svovlgule med kanariegul inderside og gule standere.

- Cynthia
- Lady Jane
- Peppermintstick
- Tubergen's Gem

## Synonymer
- Tulipa aitchisonii A.D.Hall
- Tulipa aitchisonii subsp. cashmiriana A.D.Hall
- Tulipa aitchisonii var. clusianoides Wendelbo
- Tulipa chitralensis A.D.Hall
- Tulipa clusiana f. cashmeriana (A.D.Hall) Raamsd.
- Tulipa clusiana f. clusianoides (Wendelbo) S.Dasgupta & Deb
- Tulipa clusiana f. diniae Raamsd.
- Tulipa clusiana f. fernandezii (Blatt.) S.Dasgupta & Deb
- Tulipa clusiana f. porphyreochrysantha (Blatt.) S.Dasgupta & Deb
- Tulipa clusiana var. chrysantha (A.D.Hall) Sealy
- Tulipa clusiana var. rubroalba (Brot.) Nyman
- Tulipa fernandezii Blatt.
- Tulipa hafisii Bornm. & Gauba
- Tulipa hispanica Willd. ex Schult. & Schult.f. in J.J.Roemer & J.A.Schultes
- Tulipa porphyreochrysantha Blatt.
- Tulipa rubroalba Brot.
- Tulipa stellata var. chrysantha A.D.Hall

### Trykte kilder
- Walters, S.M. (1986) The European Garden Flora, Vol. 1. Pteridophyta; Gymnospermae; Angiospermae — Alismataceae to Iridaceae. ISBN 0-521-24859-0